# 中華民国紅十字会
中華民国紅十字会（ちゅうかみんこくこうじゅうじかい、正体字：中華民國紅十字會、英語: The Red Cross Society of Republic of China (Taiwan)）は中華民国（台湾）で活動する認可法人。台湾において赤十字活動を行なう唯一の組織。ただし、国際赤十字の承認は受けていない（後述）。日本赤十字社のウェブサイトなどにおいては台湾赤十字組織と表現される。

## 概要
台湾において唯一国家により法的に保護されている民間組織である。『中華民国紅十字会法』により国防部及び衛生署が理事を務め、その財務は政府の審査を必要とされる。
両岸対立の歴史の中で、中華民国紅十字会は中国紅十字会との重要な交流の窓口として、両岸の通信が行なわれない時代には通信業務を担当していた。また1990年には『金門協議』により、台湾に密入国した中国人の送還業務を支援するようになり、大規模災害時には相互に両岸交流のシンボルとしての義捐金寄付などの民間外交としての地位も確立している。

## 歴史
前身は1904年5月29日に上海で設立された上海万国紅十字会。日露戦争により満洲が荒廃し、この地区の民衆を救済する目的で上海の有力者が創設したものである。1907年に大清紅十字会、1911年の辛亥革命後は中国紅十字会と改称された。
1912年、中国紅十字会は赤十字国際委員会の認可を受け、1919年には国際赤十字赤新月社連盟に加盟している。1933年、日本との軍事衝突の発生に伴い赤十字活動を軍事活動と連携させる必要から『中華民国紅十字会管理条例施行細則』を発布、中華民国紅十字会と改称した。
国共内戦の結果、1949年に組織は台湾に移った。ちなみに、台湾における日本赤十字社台湾支部の資産は国民党政府に接収されている。
1952年、赤十字国際会議は中国紅十字会を中国における唯一の赤十字組織と認定し（「一つの中国」に基づく一国家一組織原則）、中華民国紅十字会は追放された。しかしながら、現在でも民間組織として国内外の人道支援や、中国紅十字会も含め各国の赤十字と交流がある。
かつては中華民国紅十字会法により政府に許可申請を行うことなく募金活動を行えたほか、納税義務も免除されており、これらは特権と見做されていた。しかし募金などをめぐる不祥事が相次いだことや、長く政権を握っていた国民党との関係にも疑いの目が向けられていたことから2016年7月12日に立法院（国会）において与党・民主進歩党などの賛成多数により中華民国紅十字会法の廃止法案が可決。同年7月27日、総統府は同法が廃止されたことを宣言し、中華民国紅十字会は先述したような特権を剥奪され、他の民間団体と同様に扱われることとなった。

## 歴代会長
| 代数 | 氏名   | 任期          | 組織名称             |
| ---- | ------ | ------------- | -------------------- |
| 1    | 盛宣懐 | 1910年-1911年 | 大清帝国紅十字会     |
| 2    | 呂海寰 | 1911年-1912年 | 中国紅十字会         |
| 3    | 呂海寰 | 1912年-1920年 | 中国紅十字会         |
| 4    | 汪大燮 | 1920年-1924年 | 中国紅十字会         |
| 5    | 顔恵慶 | 1924年-1928年 | 中国紅十字会         |
| 6    | 顔恵慶 | 1928年-1934年 | 中国紅十字会         |
| 7    | 王正廷 | 1934年-1938年 | 中華民国紅十字会総会 |
| 8    | 王正廷 | 1938年-1943年 | 中華民国紅十字会総会 |
| 9    | 蔣夢麟 | 1943年-1946年 | 中華民国紅十字会総会 |
| 10   | 蔣夢麟 | 1946年-1950年 | 中華民国紅十字会総会 |
| 11   | 劉瑞恒 | 1950年-1961年 | 中華民国紅十字会総会 |
| 12   | 盧致徳 | 1976年-1980年 | 中華民国紅十字会総会 |
| 13   | 何応欽 | 1980年-1988年 | 中華民国紅十字会総会 |
| 14   | 徐亨   | 1988年-1992年 | 中華民国紅十字会総会 |
| 15   | 徐亨   | 1992年-1996年 | 中華民国紅十字会総会 |
| 16   | 徐亨   | 1996年-2000年 | 中華民国紅十字会総会 |
| 17   | 陳長文 | 2000年-2004年 | 中華民国紅十字会総会 |
| 18   | 陳長文 | 2004年-2008年 | 中華民国紅十字会総会 |
| 19   | 陳長文 | 2008年-2012年 | 中華民国紅十字会総会 |
| 20   | 王清峰 | 2012年-2016年 | 中華民国紅十字会総会 |
| 21   | 王清峰 | 2016年-2020年 | 中華民国紅十字会総会 |
| 22   | 王清峰 | 2020年-2024年 | 中華民国紅十字会     |
| 23   | 潘維大 | 2024年-現職   | 中華民国紅十字会     |

出典：中華民國紅十字會 - 歷任會長